# 보개초등학교
보개초등학교는 대한민국 경기도 안성시 보개면 복평리에 있는 공립 초등학교이다.

## 학교 연혁
- 1934년 9월 21일 설립인가
- 1935년 4월 11일 보개공립보통학교 개교
- 1938년 4월 1일 보개공립심상소학교로 개칭
- 1941년 4월 1일 보개공립국민학교로 개칭
- 1983년 3월 7일 병설유치원 개원
- 1996년 3월 1일 현재 교명으로 변경
- 2011년 3월 1일 가율분교장 편입
- 2018년 9월 1일 제27대 김양완 교장 부임
- 2019년 3월 1일 본교 - 일반 6학급, 특수 1학급 편성
- 2020년 1월 9일 제82회 졸업식 15명 졸업(총 3,915명)
- 2021년 3월 1일 보개초등학교 가율분교, 서삼초등학교 통폐합 및 이전

## 참고 자료
- 보개초등학교 - 한국교육학술정보원 학교알리미